# Runar Karlsson
Runar Karlsson född 3 juni 1953, är en åländsk politiker  för partiet Åländsk Center. 
Karlsson valdes in i Ålands lagting år 1999 och utsågs den 2 december samma år till Trafik- och energiminister i Ålands landskapsregering. Han innehade posten till den 27 november 2003 och utsågs den 5 januari 2005 till infrastrukturminister i landskapsregeringen. Den 2 september 2009 avgick han som minister, men satt kvar i lagtinget till den 31 oktober 2019.
På Åland är Runar Karlsson välkänd för sina initiativ till fler rondeller. Därav smeknamnet "Rondell-Runar".